# Amtsbezirk Ottensheim
Der Amtsbezirk Ottensheim war eine Verwaltungseinheit im Mühlviertel in Oberösterreich.
Der Amtsbezirk war der Kreisbehörde für den Mühlkreis, die sich in Linz befand, unterstellt und besorgte deren Amtsgeschäfte vor Ort. Die Zuständigkeit erstreckte sich neben Ottensheim (einschließlich Puchenau) auf die damaligen Gemeinden Bergheim, Eidenberg, Feldkirchen, Feldstorf, Freudenstein, Geng, Goldwörth, St. Gotthard, Gramastetten, Bogendorf, Eidendorf (beide heute Gemeinde Herzogsdorf), Lacken, Landshaag, Mühldorf, Mühllacken, Stamering, Lindham und Walding. Damit umfasste er damals zwei Märkte und 86 Dörfer.